# Bring on the Night
Bring On the Night  es un álbum doble en vivo de Sting grabado en el curso de varios conciertos del año 1985 y publicado en el año 1986. El título es tomado de una canción de The Police, de su álbum de 1979 Reggatta de Blanc. Las canciones que forman parte del álbum, incluyen material de la primera etapa como solista de Sting del álbum de estudio The dream of the blue turtles, y algunos éxitos de su etapa con The Police. La conformaciòn de la banda de soporte a la gira, incluyó a algunas grandes figuras del jazz, como Branford Marsalis, Darryl Jones, Kenny Kirkland y  Omar Hakim.
Bring On the Night es también una película del año 1985, dirigida por Michael Apted, en formato de documental, que cubre los inicios de la carrera solista de Sting y parte de los conciertos de la gira. Fue lanzada en DVD en el año 2005.

## Lista de canciones
Todos los temas por Sting, salvo cuando se indique lo contrario.
Disco uno
1. "Bring On the Night/When the World Is Running Down, You Make the Best of What's Still Around" – 11:41
2. "Consider Me Gone" – 4:53
3. "Low Life" – 4:03
4. "We Work the Black Seam" – 6:55
5. "Driven to Tears" – 6:59
6. "The Dream of the Blue Turtles/Demolition Man" – 6:08

Disco dos
1. "One World (Not Three)/Love Is the Seventh Wave" – 11:10
2. "Moon over Bourbon Street" – 4:19
3. "I Burn for You" – 5:38
4. "Another Day" – 4:41
5. "Children's Crusade" – 5:22
6. "Down So Long" (Alex Atkins, J. B. Lenoir) – 4:54
7. "Tea in the Sahara" – 6:25

## Personal
- Sting – guitarra, contrabajo en “I Burn for You”, teclados, voces
- Darryl Jones – bajo eléctrico
- Branford Marsalis – saxofón , clarinete, rap, percusión
- Kenny Kirkland – teclados
- Omar Hakim – batería , batería electrónica, percusión, coros
- Janice Pendarvis – coros
- Dolette McDonald – coros

### Equipo técnico
- Productores – Kim Turner and Sting
- Ingenieros – Gerd Rautenbach, Jim Scott, Kim Turner y Peter Brandt.
- Grabación – Dierks Mobile 2
- Técnico de Guitarras – Danny Quatrochi
- Técnico de bajo y teclados – Tam Fairgreave
- Técnico de batería – Billy Thompson
- Gerenciamiento – Kim Turner y Miles Copeland
- Gerenciamiento de la gira – Billy Francis
- Gerente de Producción – Keith Bradley
- Dirección de arte – Michael Ross
- Diseño – John Warwicker y Michael Ross
- Pinturas – Su Huntley y Donna Muir
- Fotografía – Denis O'Regan, Donna Muir, Michael Ross and Su Huntley.
- Monitor de Mezclas – Tom Herrman
- Sonido – Tony Blanc, John Roden y Martin Rowe.
- Iluminación – Jim Laroche y Bill Neil
- Rigger – Deryck Dickinson
- Booking – Ian Copeland, Teresa Green y Buck Williams para Frontier Booking International.